# Chrisman
Chrisman – miasto w Stanach Zjednoczonych, w stanie Illinois, w hrabstwie Edgar.